# Geheime Feldpolizei
Geheime Feldpolizei, GFP, pol. Tajna Policja Polowa, Geheime Feldpolizeiⓘ) – niemiecka formacja policyjna Wehrmachtu działająca podczas II wojny światowej. Utworzona 21 lipca 1939 roku rozkazem szefa Oberkommando der Wehrmacht (OKW) gen. Wilhelma Keitla. Podlegała Abwehrze, kierowanej przez adm. Wilhelma Canarisa.

## Organizacja, kadry, historia
Pomimo że formalnie Geheime Feldpolizei znajdowała się w strukturze Wehrmachtu, jej kadra i personel rekrutowały się z formacji policyjnych III Rzeszy: Gestapo i Kripo. Po przejściu do GFP policjanci stawali się formalnie urzędnikami wojskowymi, pomimo że używali nadal stopni policyjnych – otrzymali status Wehrmachtsbeamte auf Kriegsdauer (pol. urzędników wojskowych czasu wojny). Trzon formacji stanowili jednak b. członkowie tajnej grupy S/88/Ic ze składu Legionu „Condor”, która podczas hiszpańskiej wojny domowej w latach 1936–1939 współpracowała z wojskowymi służbami specjalnymi gen. Francisco Franco.
Do zadań GFP należało przeciwdziałanie obcemu szpiegostwu w niemieckich siłach zbrojnych, zapobieganie sabotażom, wrogiej propagandzie, ochrona kontrwywiadowcza sztabów i wyższej kadry oficerskiej, kontrola wojskowej korespondencji oraz łączności pocztowej, telegraficznej i telefonicznej, wykonywanie wszelkich działań związanych z bezpieczeństwem wojsk na okupowanych terenach (ochrona linii komunikacyjnych i instalacji militarnych, zwalczanie partyzantki). Funkcjonariusze prowadzili przesłuchania schwytanych członków ruchu oporu, partyzantów i obcych szpiegów, a także jeńców wojennych, nierzadko stosując tortury. Ochraniali wysokich oficerów sił zbrojnych. Mieli nieograniczony w zasadzie dostęp do wszelkich obiektów militarnych i zamkniętych stref wojskowych. Wykonując obowiązki służbowe mieli prawo wstępu do wszystkich obiektów państwowych. 
Na czele GFP stał Heerespolizeichef, którego stanowisko umiejscowione było w Oberkommando des Heeres (OKH). Funkcję tę pełnił SS-Oberführer i pułkownik policji Wilhelm Krichbaum. Podlegali mu Feldpolizeidirektorzy, który dowodzili Grupami GFP, działającymi przy sztabach armii, armiach i polowych komendanturach. Taktycznie podlegały one dywizjom bezpieczeństwa. Poszczególne Grupy liczyły w początkowym okresie wojny po 50 osób: 1 funkcjonariusz GFP w stopniu co najmniej majora, 32 funkcjonariuszy w stopniach podporucznika porucznika i kapitana oraz 17 osób personelu pomocniczego (częściowo cywilnych policjantów). Po wybuchu wojny z ZSRR liczebność Grup zwiększyła się do 95 osób. Wszystkie Grupy były całkowicie zmotoryzowane. Każda Grupa dysponowała 25 lekkimi samochodami osobowymi, 1 ciężarówką, 1 autobusem i 3 motocyklami. Czasami pojedynczy funkcjonariusze GFP byli przydzielani do oddziałów żandarmerii polowej w celu asystowania przy akcjach antypartyzanckich. W miarę rozwoju ruchu partyzanckiego na tyłach frontu wschodniego przy Grupach GFP powstawały grupy agentów i nieduże oddziały wojskowe, złożone z miejscowych ochotników i b. czerwonoarmistów, dla przeprowadzania ekspedycji karnych przeciwko wsiom i miasteczkom wspierającym partyzantkę, prowadzenia obław na partyzantów i ludność cywilną oraz konwojowania schwytanych. Przy sztabach korpusów armijnych, dywizji i niektórych komendanturach miejskich działały natomiast Komisariaty GFP. W skład jednej Grupy GFP wchodziło od 2 do 5 komisariatów. Najmniejszą jednostką organizacyjną były wewnętrzne komanda. 
Działalność Geheime Feldpolizei w okupowanych krajach zachodniej Europy i Skandynawii miała zupełnie inny charakter, niż na okupowanych terenach Polski i ZSRR. W okupowanej Holandii, Danii i Norwegii ograniczała się ona właściwie do zabezpieczania sił zbrojnych. W Belgii i Francji dochodziły jeszcze zadania związane ze zwalczaniem ruchu oporu, szpiegostwa i sabotażu. Natomiast na Wschodzie Grupy GFP toczyły właściwie regularne działania zbrojne przeciwko silnie rozwiniętej partyzantce. Od początku 1944 roku funkcjonariusze GFP rozpoczęli przeciwdziałać coraz liczniejszym przypadkom dezercji niemieckich żołnierzy. 
Od wiosny 1941 roku w Altenburgu w Turyngii stacjonował 150-osobowy zupełnieniowy Batalion Piechoty „Altenburg” (przemianowany następnie na 600 Uzupełnieniowy Batalion Piechoty, a ostatecznie na 600 Batalion Uzupełnieniowy), w którym prowadzono szkolenie kadr żołnierskich i podoficerskich dla okupacyjnych struktur GFP. Wkrótce powstała tam również specjalna szkoła GFP, kształcąca oficerów i techników policyjnych dla tej formacji.
Odrębną Tajną Policję Polową miało Luftwaffe (patrz: Tajna Policja Polowa Luftwaffe).

## Grupy GFP na Wschodzie
- 501 Grupa – komisarz policji polowej płk Walter (obwód pskowski)
- 502 Grupa – komisarz Bek (obwód leningradzki, Estonia i Łotwa)
- 506 Grupa – komisarz Moritz (obwód stalingradzki)
- 570 Grupa (obwód smoleński i kałuski)
- 580 Grupa
- 626 Grupa (południowa część Komisariatu Rzeszy Ukraina)
- 639 Grupa – kpt. Mezlacher i kpt. Kukavka (obwód smoleński, briański, sumski, orłowski i Białoruś)
- 647 Grupa – komisarz Herman (Krym)
- 702 Grupa – Otto Krage (obwód leningradzki i pskowski)
- 703 Grupa (obwód smoleński)
- 709 Grupa – komisarz Hart (obwód witebski)
- 710 Grupa – graf Under (Rosja)
- 714 Grupa (obwód pskowski i leningradzki)
- 719 Grupa – Scheidler (Komisariat Rzeszy Ukraina)
- 720 Grupa – komisarz Albert (Krym i obwód odeski)
- 721 Grupa – komisarz Möller (obwód sumski, rostowski i stalinski, następnie 725 Mołdawia)
- 722 Grupa – komisarz Bek, następnie Merner (Łotwa)
- 725 Grupa – kpt. Korman (obwód kurski)
- 727 Grupa – komisarz Mülde (północny Kaukaz, następnie Krym)
- 728 Grupa (obwód leningradzki)
- 729 Grupa – kpt. Fritz (Białoruś)
- 730 Grupa (północny Kaukaz, następnie Krym)
- 740 Grupa (Komisariat Rzeszy Ukraina)
- 742 Grupa – komisarz Ridel (obwód smoleński)